# Medalla Hubbard

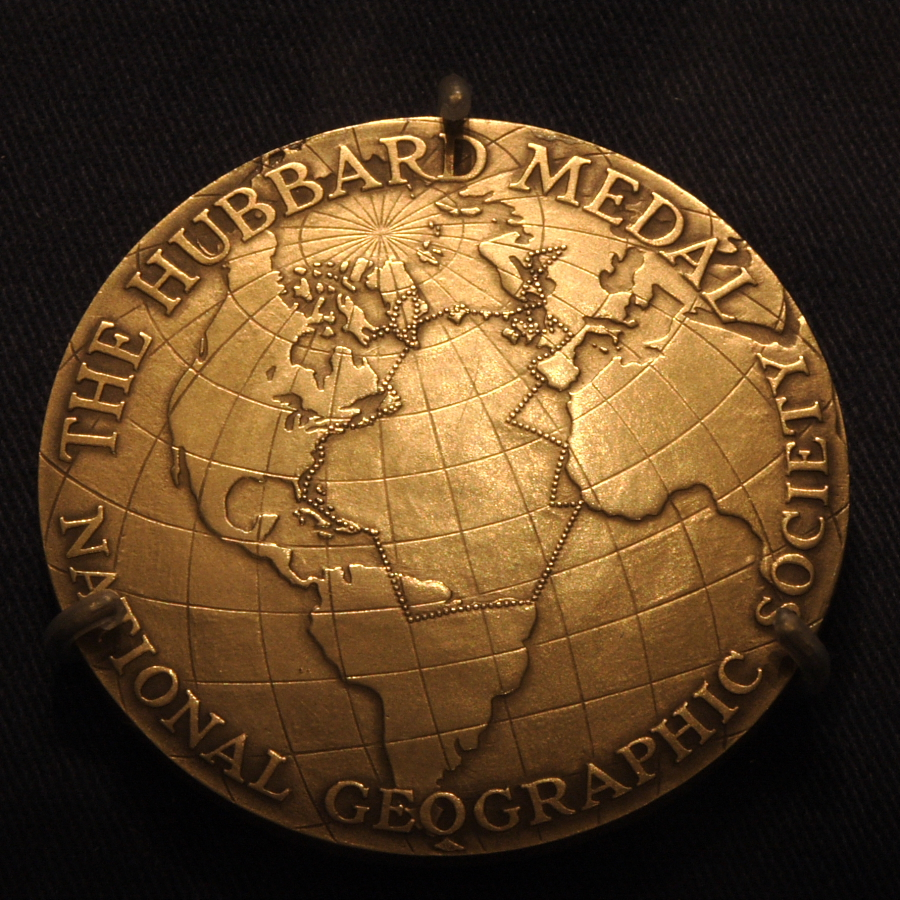
Medalla personalitzada d'Anne Morrow Lindbergh mostrant la seva ruta de vol

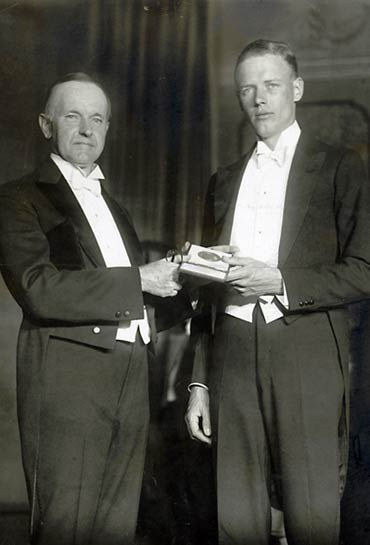
Charles Lindbergh reb la seva medalla de mans del President Calvin Coolidge

La Medalla Hubbard és un premi atorgat per la National Geographic Society a individus destacats en el camp de l'exploració, el descobriment i la investigació. La medalla reb el nom de Gardiner Greene Hubbard, primer president de la National Geographic Society.

## Receptors
| Any  | Nom                                                         | Professió                                    | Raó |
| ---- | ----------------------------------------------------------- | -------------------------------------------- | --- |
| 1906 | Robert Peary                                                | Explorador polar                             | Viatge més al nord d'un humà. |
| 1907 | Roald Amundsen                                              | Explorador polar                             | Primer en transitar pel Passatge Nord-oest. |
| 1909 | Robert Abram Bartlett                                       | Explorador polar                             | |
| 1910 | Sir Ernest Shackleton                                       | Explorador polar                             | |
| 1926 | Richard E. Byrd                                             | Explorador polar i aviador                   | Primer vol pel Pol Nord. |
| 1927 | Charles Lindbergh                                           | aviador                                      | Primer vol en solitari creuant l'Atlànitc |
| 1931 | Roy Chapman Andrews                                         | Explorador del Desert del Gobi               | |
| 1934 | Anne Morrow Lindbergh                                       | aviador                                      | |
| 1935 | Capità Orvil Arson Anderson i Capità Albert William Stevens | aeronàutes                                   | Aconseguit en l'ascens del globus Explorer II. |
| 1954 | British Mount Everest Expedition                            | muntanyistes                                 | (premi grupal) Primer ascens a l'Everest. |
| 1958 | Paul Allen Siple                                            | Explorador polar                             | Veterà de moltes expedicions a l'antàrtic. |
| 1962 | John Glenn                                                  | astronauta                                   | Primer americà en orbitar la Terra. |
| 1962 | Louis Leakey i Mary Leakey                                  | antropòlegs                                  | |
| 1963 | Norman Dyhrenfurth i el seu equip                           | muntanyistes                                 | Primers americans en escalar l'Everest |
| 1970 | Neil Armstrong Edwin Aldrin Michael Collins                 | astronautes                                  | Primer aterratge a la Lluna. |
| 1981 | John Young Robert Crippen                                   | astronautes                                  | Arxivat 2011-07-24 a Wayback Machine. Primer vol amb transbordador espacial.                                                                                  |
| 1969 | Frank Borman Jim Lovell William Anders                      | astronautes                                  | Primer vol a la Lluna. |
| 1994 | Richard Leakey                                              | antropòleg                                   | |
| 1995 | Jane Goodall                                                | ambientalista                                | |
| 1996 | Robert Ballard                                              | explorador submarí                           | Descobridor de les restes del naufragi del Titanic |
| 1999 | Bertrand Piccard i Brian Jones                              | Aeronautes                                   | |
| 2000 | Matthew Henson                                              | Explorador polar                             | Company del primer guanyador, Robert Peary. No fou guardonat al mateix temps per motius racials. Guardonat pòstumament. Arxivat 2022-01-04 a Wayback Machine. |
| 2010 | Don Walsh                                                   | Oceanògraf                                   | Immersió en el Batiscaf Trieste Dive |
| 2012 | Jacques Piccard                                             | Oceanògraf                                   | Primera expedició a la Fossa de les Mariannes |
| 2013 | Sylvia Earle James Cameron Edward Osborne Wilson            | biòleg director de cinema /explorador biòleg | Exploració marina Exploració marina Investigació biològica |